# Chráněný křižník

Schéma pancéřování v příčném řezu. Červené čáry představují pancéřovou palubu a štíty zbraní, černé tečky představují uhelné bunkry, poskytující přidanou ochranu. Kotelny, strojovny a muniční sklady jsou umístěny pod pancéřovou palubou

Chráněný křižník byl typ válečné lodě, který vznikl na konci 19. století a kombinoval schopnosti samostatného působení na vlastních i nepřátelských lodních trasách, rychlosti, odolnosti v boji a dostatečné palebné síly. Na rozdíl od pancéřových křižníků, chráněný křižník neměl pancéřovaný celý trup, ale pouze některé životně důležité části, zejména strojovnu a palubní děla.

## Vývoj

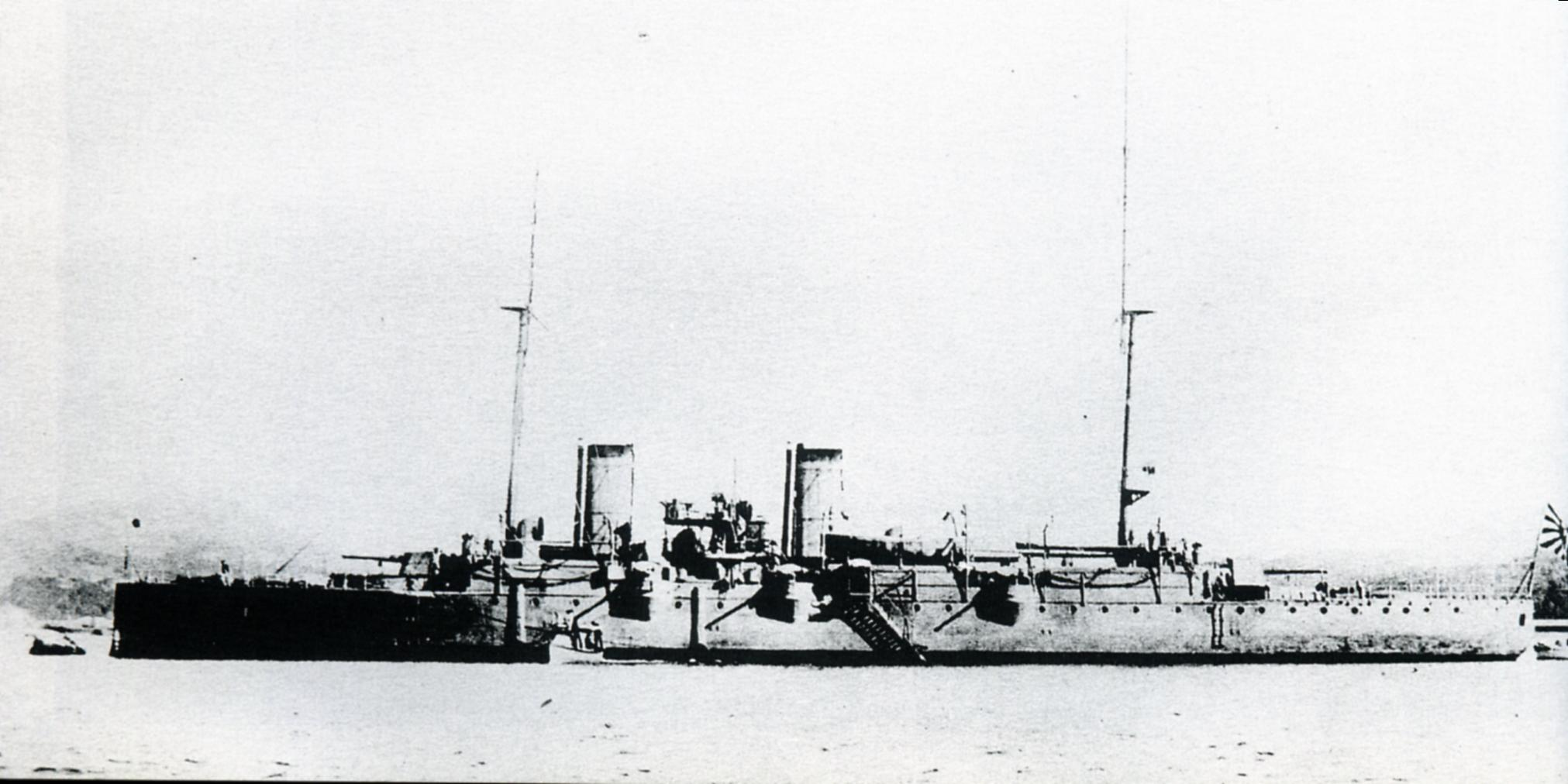
Japonský chráněný křižník Izumi (ex Esmeralda)

Koncept chráněného křižníku se snažil navrátit křižníkům jejich původní křižníkovou roli. Mezi úkoly patřilo:
- napadat obchodní a zásobovací trasy protivníka
- bránit vlastní trasy před obdobnou činností protivníka
- rychle doručovat depeše
- provádět průzkum

Do první poloviny 19. století plnily výše zmíněné úkoly šalupy a fregaty. Právě velké francouzské fregaty za napoleonských válek a americké fregaty Unie za americké občanské války prakticky naplňovaly požadavky na lodě, zaměřené na napadání nepřátelského obchodního loďstva, ochranu vlastních obchodních lodí a stíhání „křižujících“ lodí protivníka.
Tehdejší směr vývoje původních čistě dřevěných lodí byl konfrontován s výrazným zesílením dělostřelectva v druhé polovině 19. století, daným především zavedením drážkovaných hlavní s větším dostřelem a průbojným účinkem. Stále silnější pancéřování pak u křižníků vyústilo v pancéřový křižník, jehož pancíř a výzbroj umožňovaly vést boj s obdobnými jednotkami protivníka. Cenou za to byla ztráta rychlosti, která však byla od křižníků očekávána pro úspěšné plnění zmíněných úkolů.
Opačný extrém – anglické nechráněné křižníky HMS Iris a HMS Mercury bez pancéřování – pak neumožňovaly úspěšný boj proti křižníkům protivníka. 
Kompromisním řešením byl tedy chráněný křižník, kde pancéřování kryje jen životně důležité části (strojovny, kotelny). Pancéřování bylo omezeno jen na pancéřovou palubu, v příčném řezu pak s vyšší střední částí (kvůli krytí strojů a kotlů) a snižující se na bocích pod úroveň čáry ponoru. Nad šikmou část byly umisťovány uhelné bunkry, které tak zvyšovaly odolnost lodi vůči zásahům.
Prototypem chráněného křižníku byl v Anglii stavěný chilský křižník Esmeralda z roku 1884, který měl pancéřovou palubu síly 12–25 mm po celé délce lodi. Zároveň byl svou rychlostí 18,29 uzlů (33,88 km/h) nejrychlejším křižníkem své doby. Následovala stavba tohoto typu lodí v dalším zemích.

## Chráněné křižníky v jednotlivých zemích

### Argentina

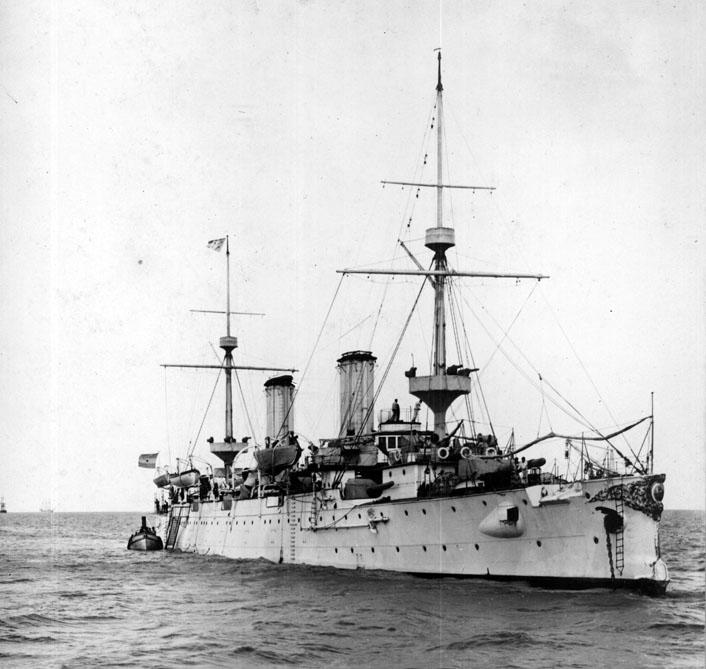
ARA Buenos Aires

- Buenos Aires
- Nueve de Julio
- Veinticinco de Mayo
- Patagonia

### Austrálie
- Encounter
- Pioneer
- Psyche

### Brazílie

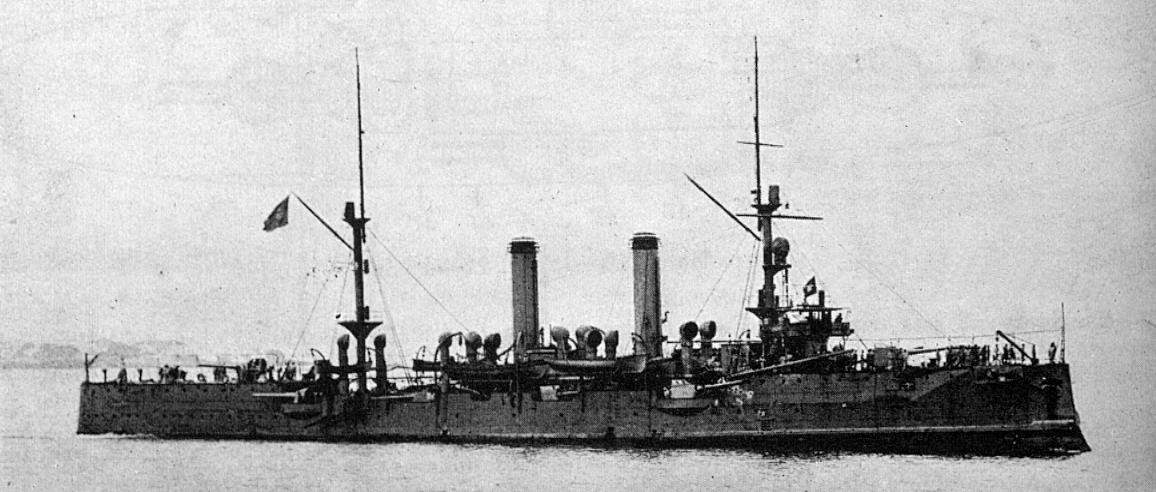
Almirante Barroso

- Almirante Barroso
- República
- Benjamin Constant
- Almirante Tamandaré

### Dánsko

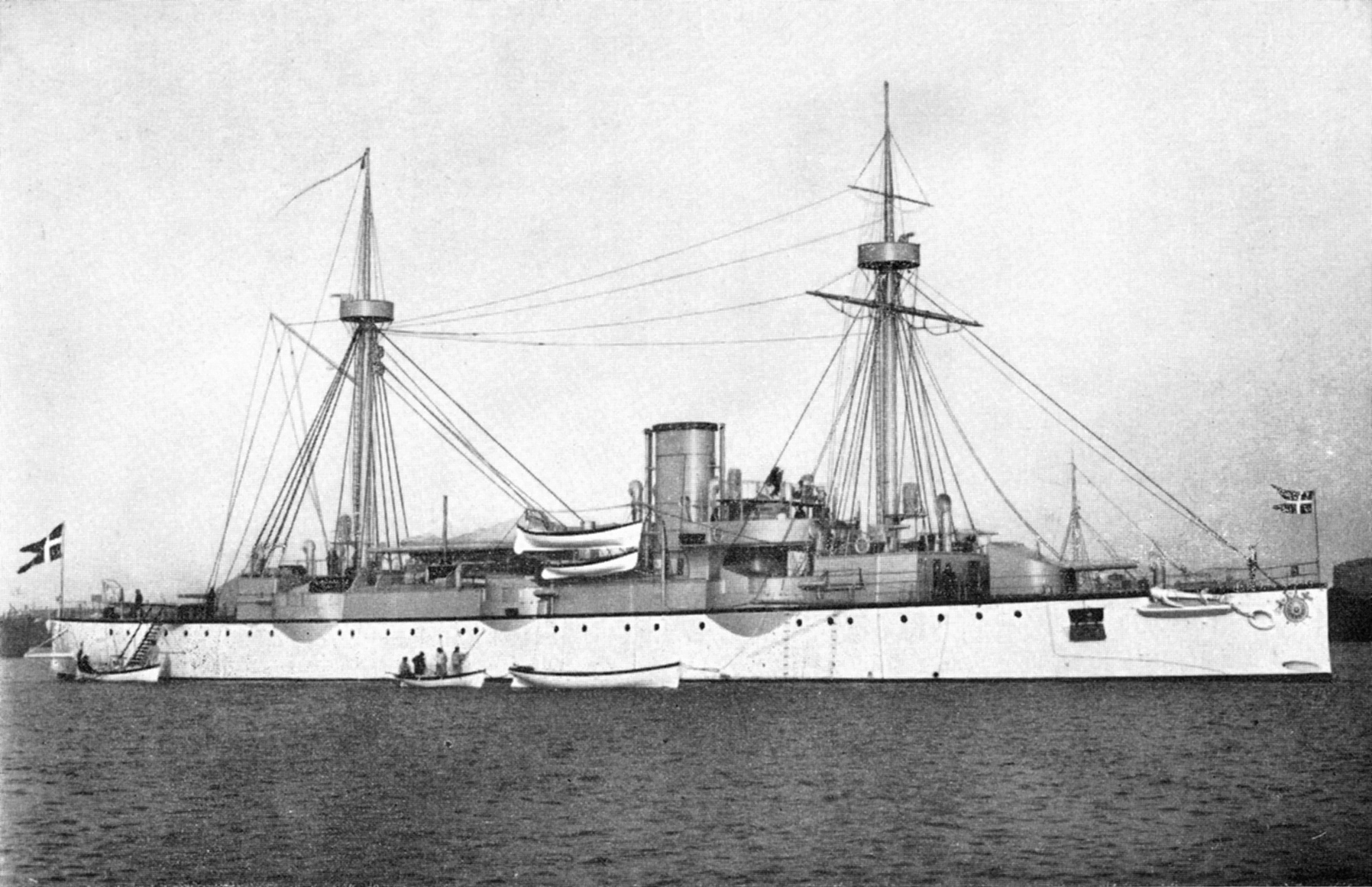
Dánský chráněný křižník Valkyrien na Dálném východě 1899-1900

Dánsko postavilo v letech 1888 až 1892 čtyři chráněné křižníky. Šlo o malá plavidla s výtlakem okolo 1300 tun. Výjimkou byl křižník Valkyrien o výtlaku 3000 tun, který měl také silnější výzbroj (2× 210 mm, 6× 150 mm). Křižník Hekla dosloužil až do roku 1954 jako hulk, ostatní byly vyřazeny v letech 1923–30. Malé byly rovněž dva křižníky třídy Gejser.

### Rusko

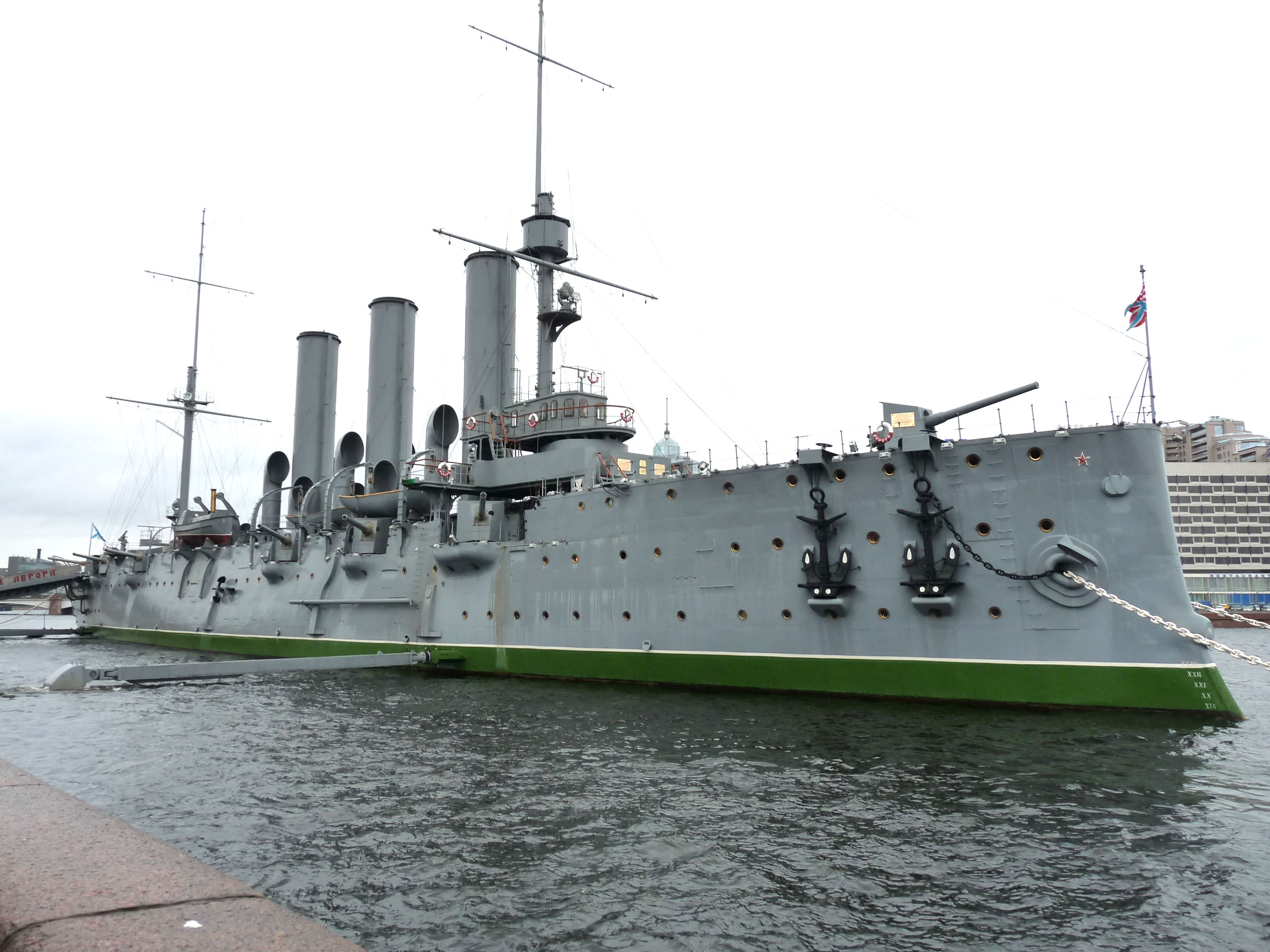
Ruský chráněný křižník Aurora

### Chile
- Chacabuco
- Ministro Zenteno
- Blanco Encalada
- Třída Presidente Errázuriz

### Rumunsko
- Elisabeta

### Velká Británie

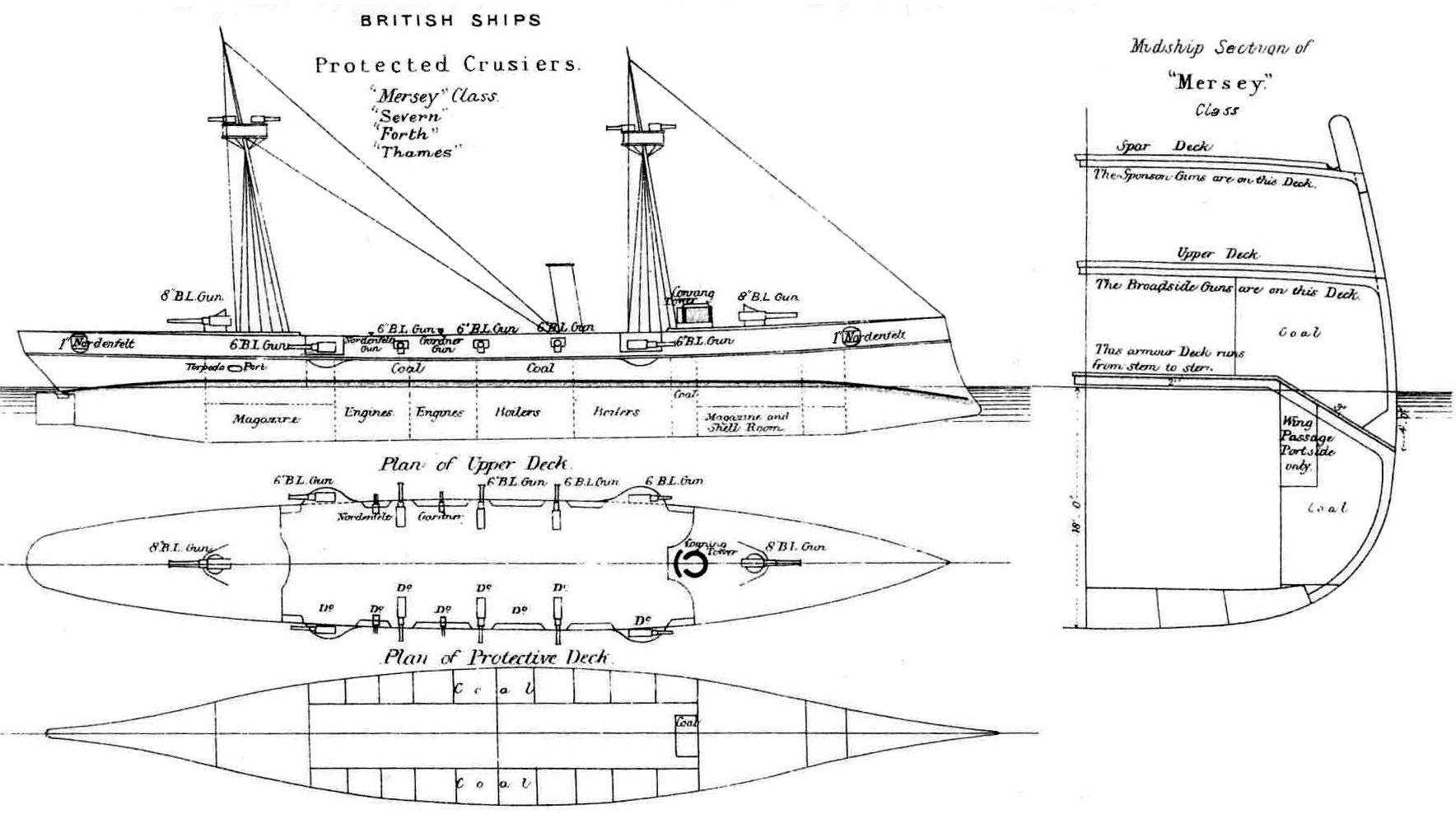
Třída Mersey s detailem pancéřové paluby

V letech 1880 až 1905 rozlišovalo Britské královské námořnictvo křižníky na první, druhou a třetí třídu. Většina v té době stavěných křižníků patřila svou konstrukcí pancéřování mezi chráněné než pancéřované a sloužily k ochraně obchodu. Křižníky první třídy byly velké a vyzbrojené stejně jako pancéřované křižníky a stavěné jako alternativa k pancéřovaným křižníkům od konce 80. let 18. století do roku 1898. Křižníky druhé třídy byly menší, s výtlakem 3000–5000 tun a sloužily k ochraně obchodu stejně jako průzkumu pro flotu. Třetí třídu tvořily menší lodě postrádající dvojité dno. Byly primárně určené k ochraně obchodu, ačkoliv několik z nich bylo postaveno pro potřeby průzkumu nebo jako torpédové křižníky.

## Dodnes dochované chráněné křižníky
- Aurora — Petrohrad, Rusko
- USS Olympia — Filadelfie, Pensylvánie
- Část přídě a můstek křižníku Puglia — La Spezia, Itálie